# Robert A. Heinlein

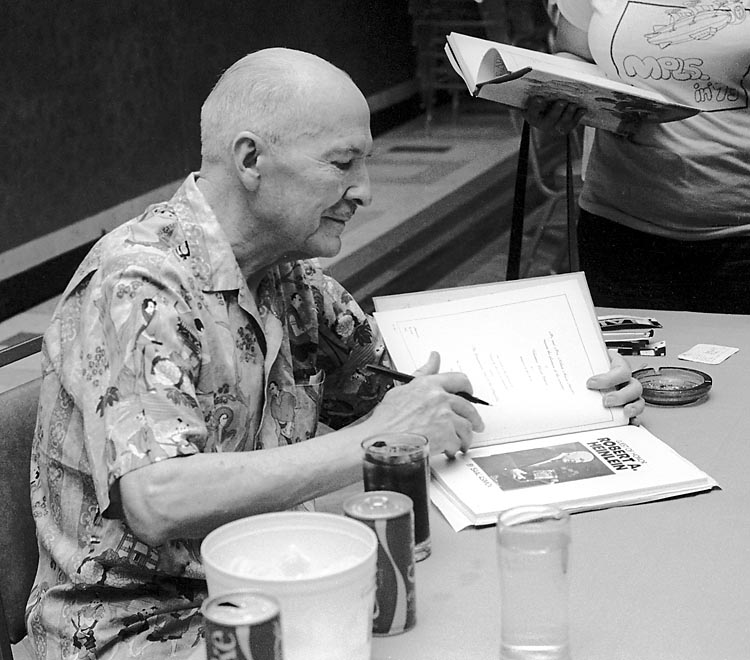
Robert A. Heinlein (1976)

Robert Anson Heinlein (* 7. Juli 1907 in Butler, Missouri; † 9. Mai 1988 in Carmel-by-the-Sea, Kalifornien) war ein US-amerikanischer Science-Fiction-Schriftsteller.

## Leben

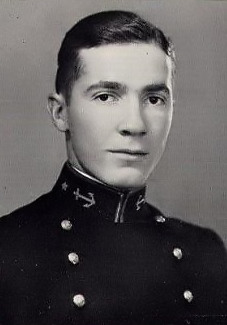
Robert A. Heinlein (1929)

Heinlein war das dritte von sieben Kindern von Rex Ivar und Bam Lyle Heinlein. Einige Monate nach seiner Geburt zog die Familie nach Kansas City, Missouri, wo er aufwuchs. 1925 wurde er an der Marineakademie von Annapolis zugelassen und machte dort 1929 seinen Abschluss. Anschließend war Heinlein auf verschiedenen Schiffen, darunter auch auf dem damals modernsten Flugzeugträger der USA, der Lexington, stationiert, bevor er 1934 wegen einer Tuberkulose seine Marinekarriere beenden musste. Er studierte Mathematik und Physik an der University of California, Los Angeles, musste dies aber nach einigen Wochen wegen eines Krankheitsrückfalls wieder beenden. Danach versuchte er sich in verschiedenen Berufen, unter anderem mit wenig Erfolg im Silberbergbau, als Politiker und im Immobiliengeschäft, und ging 1938 nahezu bankrott.
Heinlein war zweimal verheiratet. Seine erste Ehe mit Leslyn MacDonald dauerte von 1932 bis 1947 und endete mit einer Scheidung. Seine zweite Ehe mit Virginia Doris Gerstenfeld (* 22. April 1916; † 18. Januar 2003) dauerte von 1948 bis zu seinem Tod. Beide Ehen blieben kinderlos. Am 9. Mai 1988 starb Robert A. Heinlein, nachdem er bereits in den 1970er Jahren mehrfach lebensbedrohlich erkrankt war, an den Folgen einer Atemwegserkrankung.
Heinlein wurde vor allem durch die Ansichten und Werte seiner Zeit beeinflusst, auch seine militärischen Erfahrungen übten starken Einfluss auf seinen Charakter und seine Werke aus. In Tramp Royale, einem postum veröffentlichten Reisebericht aus der McCarthy-Ära, erwähnt er, dass viele Amerikaner im Zusammenhang mit Joseph McCarthy von einer „Schreckensherrschaft“ sprächen, dass ihm dies aber keinen Schrecken einjage.
Er gehört mit Isaac Asimov und Arthur C. Clarke zu den „Big Three“ („Großen Drei“) der englischsprachigen Science-Fiction-Literatur.

## Schriftsteller
Angeregt durch eine Zeitungsanzeige, schrieb Heinlein 1939 seine erste Kurzgeschichte Life Line (Rettungsseil), welche in einem Science-Fiction-Magazin (Astounding Science Fiction, Hrsg. John W. Campbell) veröffentlicht wurde. Fortan widmete sich Heinlein nur noch der Literatur.
Im Rahmen des Future-History-Zyklus erschienen bis Anfang der 1950er Jahre weitere 16 Kurzgeschichten und vier Romane. Heinlein schuf damit „seine Zukunft der Menschheit bis in das 23. Jahrhundert“ und gab einen Einblick in die soziale, politische und kulturelle Umwelt seiner Protagonisten.
In den folgenden Jahren verfasste Heinlein vor allem eine umfangreiche Sammlung von Science-Fiction-Romanen für Jugendliche und junge Erwachsene, die zunehmend komplexer wurden und 1959 im umstrittenen Starship Troopers kulminierten. 1961 dann markiert Heinleins berühmtester und einflussreichster Roman, Stranger in a Strange Land (deutscher Titel: Fremder in einer fremden Welt), in seinem Werk den Wendepunkt hin zu „reifer“ Science-Fiction mit weiteren zehn Romanen. Heinleins Bücher hatten auch gesellschaftliche Auswirkungen, so regte Stranger in a Strange Land unter anderem auch die Entwicklung von Vorläufern der Polyamory-Subkultur in den 1960er Jahren mit an.
2014 wurde seine Kurzgeschichte All You Zombies unter dem Titel Predestination von Michael und Peter Spierig mit Ethan Hawke in der Hauptrolle verfilmt.

## Werk
Heinleins Zukunftsfantasien beruhen sehr stark auf den Idealen des Libertarismus, zu dem sich der Autor bekannte. Er zählte zu den erfolgreichsten Autoren der Science-Fiction, da er unter anderem sechsmal den Hugo Award errang und als einer der SFWA-„Großmeister der Science-Fiction“ galt.
Einige Werke Heinleins wurden verfilmt, wie zum Beispiel Rocket Ship Galileo (als Destination Moon, dt. Endstation Mond) und Starship Troopers; Weltraum-Kadetten diente als Vorbild für die Fernsehserie Tom Corbett, Space Cadet. Vor allem anfangs erschienen einige seiner Romane in der Originalsprache oder in Übersetzungen nur in gekürzter Form. In seinen Erzählungen prägte Heinlein diverse Wörter, die zu einem festen Bestandteil der englischen Sprache wurden. Zu den verbreitetsten gehören die Wörter „grok“ (deutsch „groken“, in etwa „verstehen“, Namensgeber der KI „Grok“ von X), „TANSTAAFL“ und „Waldo“ (robotischer Manipulatorarm). Seine Kurzgeschichte Im Kreis (engl. Titel By His Bootstraps) hatte großen Einfluss auf das Genre der Zeitreisegeschichten und gilt als eine der bisher am häufigsten veröffentlichten SF-Kurzgeschichten.

### Future History
Die Future History (FH) besteht aus einer ganzen Reihe von Kurzgeschichten, Kurzromanen, Erzählungen und Romanen. Die komplette Future History wird durch die beiden Sammelbände Orphans of the Sky und The Past Through Tomorrow abgedeckt:
- Methuselah’s Children. 1941 (erweitert 1958)
  - Die Ausgestoßenen der Erde. Goldmann, 1963.
- The Man Who Sold the Moon. 1950.
  - Der Mann, der den Mond verkaufte. Heyne, 1971.
    - Let There Be Light. 1940 (Es werde Licht. nicht FH)
    - The Man Who Sold the Moon. 1949 (Der Mann, der den Mond verkaufte)
    - The Roads Must Roll. 1940 (Die Straßen müssen rollen)
- The Green Hills of Earth. 1951.
  - Die grünen Hügel der Erde. Goldmann, 1964.
    - Ordeal in Space. 1948 (Das All hat keinen Boden)
    - We Also Walk Dogs. 1941 (Alldienst macht alles)
    - Logic of Empire. 1941 (Auktion auf der Venus)
    - Space Jockey. 1947 (Ein gefährlicher Beruf)
    - The Green Hills of Earth. 1951 (Die grünen Hügel der Erde)
    - Delilah And the Space Rigger. 1949 (Grundsätzliche Erwägungen …)
    - It’s Great to Be Back! 1947 (Die Mondsüchtigen)
    - Gentlemen, Be Seated. 1948 (Nehmen Sie Platz, meine Herren!)
    - The Black Pits of Luna. 1948 (Das Versteckspiel)
    - The Long Watch. 1949 (Die Wache)
- Revolt in 2100. 1954 (Sammlung)
  - Revolte im Jahre 2100. Goldmann, 1964.
  - Revolte im Jahre 2100. Goldmann, 1980, ISBN 3-442-23352-6.
    - If This Goes On. 1940 (Revolte im Jahre 2100)
    - Coventry. 1940 (Die Barriere)
    - Misfit. 1939 (Raumstation E-M3)
- Orphans of the Sky. 1963 (Sammlung)
  - Die lange Reise. Heyne, 1967.
  - Die lange Reise. Pabel, 1975 (gekürzte Version)
    - Universe. 1941 (Universe. auch: Das Universum)
    - Common Sense. 1941.
- The Worlds of Robert A. Heinlein. 1966 (Sammlung, drei der fünf enthaltenen Storys gehören zur FH)
  - Welten. Heyne, 1972.
  - Welten. Pabel, 1979.
    - Free Men. 1967 (Freie Männer. nicht FH)
    - Blowups Happen. 1940 (Katastrophen kommen vor)
    - Life-Line. 1939 (Lebenslinie)
    - Solution Unsatisfactory. 1941 (Lösung unbefriedigend, nicht FH)
    - Searchlight. 1962 (Scheinwerfer)
      - Suchscheinwerfer Heyne, 2015 (E-Book)
- The Past Through Tomorrow – Future History Stories. 1967 (erst in zwei Teilen, 1986 einbändig)
  - Die Vergangenheit der Zukunft. Heyne, 1988, ISBN 3-453-00464-7.
  - Methusalems Kinder. Bastei-Lübbe, 2000, ISBN 3-404-24280-7.
  - Die Geschichte der Zukunft. Heyne, 2015, ISBN 978-3-453-31629-4.
    - Life-Line 1939 (Lebenslinie)
    - The Roads Must Roll. 1940 (Die Straßen müssen rollen)
    - Blowups Happen. 1940 (Katastrophen kommen vor)
    - The Man Who Sold the Moon. 1949 (Der Mann, der den Mond verkaufte)
    - Delilah and the Space Rigger 1949 (Delilah und der Raummonteur)
    - Space Jockey. 1947 (Raum-Jockey)
    - Requiem. 1940 (Requiem)
    - The Long Watch. 1949 (Die Wache)
    - Gentlemen, Be Seated. 1948 (Nehmen Sie Platz, meine Herren!)
    - It’s Great to Be Back! 1947 (Wie schön, wieder zu Hause zu sein!)
    - The Black Pits of Luna. 1948 (Die schwarzen Klüfte Lunas)
    - We Also Walk Dogs. 1941 (Wir führen auch Hunde spazieren)
    - Searchlight. 1962 (Suchscheinwerfer)
    - Ordeal in Space. 1948 (Zerreißprobe im All)
    - The Green Hills of Earth. 1951 (Die grünen Hügel der Erde)
    - Logic of Empire. 1941 (Imperialistische Logik)
    - The Menace From Earth. 1957 (Das Ekel von der Erde)
    - If This Goes On. 1940 (Wenn das so weitergeht …)
    - Coventry. 1940 (Coventry)
    - Misfit. 1939 (Außenseiter)
    - Methuselah’s Children. 1958 (Methusalems Kinder)

### Heinlein Juveniles
Als sog. „Heinlein Juveniles“ (Jugendromane) gelten insgesamt zwölf Romane Heinleins, die in den Jahren 1947–1958 bei Scribner erschienen sind. Zusammen erzählen sie eine zusammenhängende Geschichte der Eroberung des Weltraums. Als 13. Geschichte der Juveniles gilt Starship Troopers (Sternenkrieger), das von Scribners abgelehnt wurde und stattdessen bei Putnams erschien.
1. Rocket Ship Galileo (1947)
  - Deutsch: Endstation Mond. Übersetzt von Herbert Roch & Kurt Seibt. Gebrüder Weiß, Berlin 1951, DNB 451925300. Auch als: Reiseziel: Mond. Übersetzt von Jürgen Heinzerling. Bastei-Lübbe, Bergisch Gladbach 2001, ISBN 3-404-24293-9.
2. Space Cadet (1948)
  - Weltraum-Piloten. Übersetzt von Herbert Roch. Gebrüder Weiß, Berlin 1952, DNB 451925440. Auch als: Weltraumkadetten. Übersetzt von Heinz Nagel. Heyne (Heyne SF&F #3981), München 1983, ISBN 3-453-30914-6. Neuausgabe: Weltraum-Kadetten. Bastei-Lübbe, Bergisch Gladbach 2000, ISBN 3-404-23220-8. Auch als: Space Cadet. Übersetzt von Andrea Blendl. Mantikore, Frankfurt am Main 2016, ISBN 978-3-945493-59-5.
3. Red Planet (1949)
  - Der rote Planet. Gebrüder Weiß, 1952.
  - Der rote Planet. Heyne, 1975(?), ISBN 3-453-54072-7.
  - Der rote Planet. Heyne, 1980, ISBN 3-453-30618-X.
  - Der rote Planet. Bastei-Lübbe, 1999, ISBN 3-404-23214-3.
  - Red Planet – Roter Planet. Mantikore-Verlag, 2016, ISBN 978-3-945493-73-1.
4. Farmer in the Sky (1950)
  - Pioniere im Weltall. Gebrüder Weiß, 1951.
  - Farmer im All. Heyne, 1970, ISBN 3-453-30085-8.
  - Farmer im All. Bastei-Lübbe, 2001, ISBN 3-404-24286-6.
  - Farmer im All. Weltbild, 2004, ISBN 3-8289-7658-1.
5. Between Planets (1951)
  - Zwischen den Planeten. Gebrüder Weiß, 1955.
  - Zwischen den Planeten. Heyne, 1982, ISBN 3-453-30819-0.
  - Zwischen den Planeten. Bastei-Lübbe, 2003, ISBN 3-404-23263-1.
6. The Rolling Stones (also known as Space Family Stone, 1952)
  - Die Tramps von Luna. Terra, 1970.
  - Die Tramps von Luna. Goldmann, 1980, ISBN 3-442-23359-3.
  - Zweimal Pluto und zurück. Bastei-Lübbe, 2003, ISBN 3-404-24311-0.
7. Starman Jones (1953)
  - Abenteuer im Sternenreich. Gebrüder Weiß, 1954.
  - Abenteuer im Sternenreich. Heyne, 1973.
  - Abenteuer im Sternenreich. Heyne, 1984, ISBN 3-453-31035-7.
  - Gestrandet im Sternenreich. Bastei-Lübbe, 1997, ISBN 3-404-24220-3.
8. The Star Beast (1954)
  - Das Ultimatum von den Sternen. Moewig, 1966.
  - Das Ultimatum von den Sternen. Pabel, 1974.
  - Die Sternenbestie. Bastei-Lübbe, 1984, ISBN 3-404-21179-0.
  - Die Sternenbestie. Bastei-Lübbe, 1992, ISBN 3-404-24163-0.
9. Tunnel in the Sky (1955)
  - Tunnel zu den Sternen. Gebrüder Weiß, 1956.
  - Tunnel zu den Sternen. Heyne, 1974, ISBN 3-453-54045-X.
  - Tunnel zu den Sternen. Heyne, 1974, ISBN 3-453-30798-4.
  - Tunnel zu den Sternen. Bastei-Lübbe, 1998, ISBN 3-404-23201-1.
10. Time for the Stars (1956)
  - Von Stern zu Stern. Gebrüder Weiß, 1957.
  - Von Stern zu Stern. Bastei-Lübbe, 1997, ISBN 3-404-23191-0.
  - Von Stern zu Stern. Bastei-Lübbe, 1998, ISBN 3-404-23201-1.
11. Citizen of the Galaxy (1957)
  - Bewohner der Milchstraße. Gebrüder Weiß, 1958.
  - Bewohner der Milchstraße. Heyne, 1965, ISBN 3-453-30015-7.
12. Have Space Suit — Will Travel (1958)
  - Piraten im Weltraum. Gebrüder Weiß, 1960.
  - Kip überlebt auf Pluto. Rüschlikon, 1978, ISBN 3-275-00678-9.
  - Die Invasion der Wurmgesichter. Heyne, 1982, ISBN 3-453-30748-8.
  - Raumjäger. Heyne, 2014, ISBN 978-3-453-31628-7.
13. Starship Troopers. 1959
  - Sternenkrieger. Bastei-Lübbe, 1979, ISBN 3-404-01280-1.
  - Starship Troopers. Bastei-Lübbe, 1998, ISBN 3-404-14159-8. (Roman zum Film)
  - Starship Troopers. Mantikore-Verlag, 2014, ISBN 978-3-939212-48-5.

### Einzelromane
- For Us, the Living: A Comedy of Customs. 1939 (2003 erstmals erschienen)
  - Die Nachgeborenen. Shayol, 2007, ISBN 978-3-926126-70-2.
  - 2086 – Sturz in die Zukunft. Mantikore-Verlag 2015, ISBN 978-3-945493-51-9 (Neue Übersetzung, Originaltext leicht bearbeitet)
- Beyond This Horizon. 1942.
  - Utopia 2300. Heyne TB, 1971.
- Sixth Column. auch: The Day After Tomorrow. 1949 (als Anson MacDonald, Magazinveröffentlichung 1941)
  - Die sechste Kolonne. Heyne, 1971, ISBN 3-453-30124-2.
  - Die sechste Kolonne. Heyne, 1983, ISBN 3-453-30877-8.
- The Puppet Masters. 1951/1990 (gekürzt/ungekürzt)
  - Weltraum-Mollusken erobern die Erde. Gebrüder Weiß, 1958.
  - Weltraum-Mollusken erobern die Erde. Heyne, 1965, ISBN 3-453-30010-6.
  - Die Marionettenspieler. Bastei-Lübbe, 1994, ISBN 3-404-21211-8.
  - Die Invasion. Heyne, 2017, ISBN 978-3-453-31742-0.
- Double Star. 1956.
  - Ein Doppelleben im Kosmos. Gebrüder Weiß, 1961.
  - Ein Doppelleben im Kosmos. Tosa Verlag, 1968.
  - Ein Doppelleben im Kosmos. Heyne, 1970 (Jugend TB)
  - Ein Doppelleben im Kosmos. Heyne, 1970, ISBN 3-453-30848-4.
  - Ein Doppelleben im Kosmos. Übersetzung aus dem Amerikanischen ins Deutsche Else von Hollaender-Lossow. Wilhelm Heyne Verlag, München 1984, ISBN 3-453-30848-4.
  - Ein Doppelleben im Kosmos. Bastei-Lübbe, 1995, ISBN 3-404-23167-8.
  - Doppelstern. Übersetzung aus dem Amerikanischen ins Deutsche Thomas Kneifer. Durchsicht und Überarbeitung Christian Ebert. Wilhelm Heyne Verlag, München 2018, ISBN 978-3-453-31738-3.
- The Door into Summer. 1957 (Magazinveröffentlichung 1956)
  - Tür in die Zukunft. Goldmann, 1963.
  - Tür in die Zukunft. Goldmann, 1. Auflage. Januar 1967, ISBN 3-442-23075-6.
  - Die Tür in den Sommer. Bastei-Lübbe, 1993, ISBN 3-404-24176-2.
  - Die Tür in den Sommer. Heyne, 2016, ISBN 978-3-453-31739-0.
- Stranger in a Strange Land. 1961/1991. (gekürzte/ungekürzte Ausgabe)
  - Ein Mann in einer fremden Welt. Heyne, 1970, ISBN 3-453-30080-7. (gekürzte 61er-Fassung)
  - Ein Mann in einer fremden Welt. Heyne, 1989, ISBN 3-453-03484-8. (Neuübers., vollst. 61er-Fassung)
  - Fremder in einer fremden Welt. Bastei-Lübbe, 1996, ISBN 3-404-24214-9. (Vervollständigung anhand 91er-Fassung)
  - Fremder in einer fremden Welt. Heyne, 2009, ISBN 978-3-453-52548-1. (mit Vorwort von John Scalzi)
- Glory Road. 1963.
  - Straße des Ruhms. Heyne, 1970, ISBN 3-453-30912-X.
- Podkayne of Mars. 1963.
  - Bürgerin des Mars. Goldmann, 1964.
  - Bürgerin des Mars. Goldmann, 1980, ISBN 3-442-23354-2.
- Farnham’s Freehold. 1965.
  - Die Reise in die Zukunft. Heyne, 1967.
  - Die Reise in die Zukunft. Heyne, 1977, ISBN 3-453-30428-4.
  - Farnhams Oase. Bastei-Lübbe, 1994, ISBN 3-404-24183-5.
  - Der Zeitsprung. Heyne, 2015, ISBN 978-3-453-31627-0.
- The Moon Is a Harsh Mistress. 1966
  - Revolte auf Luna. Heyne, 1969, ISBN 3-453-30055-6.
  - Der Mond ist eine herbe Geliebte. Bastei-Lübbe, 1994, ISBN 3-404-24191-6.
  - Mondspuren. Heyne, 2014, ISBN 978-3-453-31578-5 (überarbeitete Neuausgabe)
- I Will Fear No Evil. 1970.
  - Das geschenkte Leben. Heyne, 1973, ISBN 3-453-30235-4.
  - Das geschenkte Leben. Bastei-Lübbe, 1995, ISBN 3-404-23163-5.
- Time Enough For Love. 1973.
  - Die Leben des Lazarus Long. Heyne, 1976, ISBN 3-453-30360-1.
  - Die Leben des Lazarus Long. Goldmann, 1980, ISBN 3-442-23357-7.
  - Die Leben des Lazarus Long. Bastei-Lübbe, 2002, ISBN 3-404-24303-X.
- The Number of the Beast. 1980.
  - Die Zahl des Tiers. Heyne, 1981, ISBN 3-453-30698-8.
  - Die Zahl des Tiers. Bastei-Lübbe, 1998, ISBN 3-404-23206-2.
- Friday. 1982.
  - Freitag. Heyne, 1983, ISBN 3-453-30971-5.
  - Freitag. Bastei-Lübbe, 2000, ISBN 3-404-24275-0.
- Job, A Comedy of Justice. 1984.
  - Das neue Buch Hiob. Bastei-Lübbe, 1985, ISBN 3-404-28132-2.
  - Das neue Buch Hiob. Bastei-Lübbe, 1989, ISBN 3-404-24118-5.
- The Cat Who Walks Through Walls. 1985
  - Die Katze, die durch Wände geht. Bastei-Lübbe, 1987, ISBN 3-404-28150-0.
  - Die Katze, die durch die Wände geht. Bastei-Lübbe, 1989, ISBN 3-404-24124-X.
  - Die Katze, die durch die Wände geht. Heyne, 2017, ISBN 978-3-453-31743-7.
- To Sail Beyond the Sunset. 1987.
  - Segeln im Sonnenwind. Bastei-Lübbe, 1994, ISBN 3-404-24187-8.
- Variable Star. mit Spider Robinson, 2006

### Kurzgeschichtensammlungen
- All You Zombies. auch: The Unpleasant Profession of Jonathan Hoag. 1959.
  - Entführung in die Zukunft. Heyne, 1971.
    - And He Built a Crooked House. 1940 (Das 4-D-Haus)
    - All You Zombies. 1959 (Entführung in die Zukunft)
    - They. 1941 (Sie)
    - The Unpleasant Profession of Jonathan Hoag. 1942 (Die Söhne des Vogels)
    - Our Fair City. 1949 (Unsere schöne Stadt)
- Waldo and Magic Inc. 1950.
  - Die Zeit der Hexenmeister. Heyne, 1970, ISBN 3-453-30109-9.
    - Magic, Inc. 1942 (Magie GmbH)
    - Waldo. 1940 (Waldo)
- Assignment in Eternity. 1953.
  - Nächste Station, Morgen. Heyne, 1972.
    - Elsewhen. 1941 (Anderswann)
    - Gulf. 1955 (Der Nova-Effekt)
    - Jerry Was a Man. 1947 (Der sprechende Affe)
- The Menace From Earth. auch: Project Nightmare. 1959.
  - Unternehmen Alptraum. Heyne, 1971.
    - Columbus Was a Dope. 1947 (Kolumbus war ein Depp)
    - Project Nightmare. 1953 (Unternehmen Alptraum)
    - Sky Lift. 1953 (Himmelsbrücke)
    - Goldfish Bowl. 1942 (Erwachen im Goldfischglas)
    - The Menace From Earth. 1959 (Das Biest von der Erde. FH)
    - The Year of the Jackpot. 1952 (Im Jahr der Zeichen und Wunder)
- The Best of Robert A. Heinlein. 1973.
- Destination Moon. 1979.
- Expanded Universe. 1980.
- Requiem: New Collected Works. 1992.

### Weitere Kurzgeschichten
- Beyond Doubt. 1941 (Die Statuen der Osterinsel)
- By His Bootstraps. 1941 (Im Kreis). Auf Deutsch in der Diogenes-Anthologie Die besten Science Fiction Geschichten. Zürich 1962! ISBN 978-3-257-00905-7.
- The Man Who Traveled in Elephants. 1957 (Der Mann, der in Elefanten reiste)

### Sachbücher (nach seinem Tod publiziert)
- Grumbles from the Grave. 1989.
- Tramp Royale. 1992.
- Take Back Your Government. 1993.

## Kritik
Trotz seiner großen Erfolge und seines unbestrittenen großen Einflusses auf die Entwicklung des Science-Fiction-Genres ist Heinlein auch ein umstrittener Autor. Im Lexikon der Science Fiction Literatur steht hierzu:

„Kritiker werfen [Heinlein] einen Hang zum Militarismus vor (besonders in dem berüchtigten Roman Starship Troopers, wo demokratische Rechte nur dem gewährt werden, der Wehrdienst geleistet hat) und gelegentlich sogar Ansätze zu faschistischem Gedankengut. Auch zeigt er deutliche Vorliebe für autoritäre Starrköpfe. Hinzu kommt bei seinen Spätwerken ein Drang zu oft peinlich empfundenen Schilderungen sexueller Beziehungen alternder Protagonisten zu jungen Frauen.“

## Auszeichnungen

### Hugo Award
- 1956: Double Star (deutsch: Ein Doppelleben im Kosmos), Bester Roman
- 1960: Starship Troopers (deutsch: Sternenkrieger), Bester Roman
- 1962: Stranger in a Strange Land (deutsch: Fremder in einer fremden Welt), Bester Roman
- 1966: The Moon Is a Harsh Mistress (deutsch: Der Mond ist eine herbe Geliebte bzw. Revolte auf Luna), Bester Roman
- 2001: Farmer in the Sky (deutsch: Pioniere im Weltall), Bester Roman (Retro Hugo)
- 2001: The Man Who Sold the Moon (deutsch: Der Mann, der den Mond verkaufte), Bester Kurzroman (Retro Hugo)
- 2014: If this goes on... (deutsch: Revolte im Jahre 2100), Bester Kurzroman (Retro Hugo)
- 2014: The Roads Must Roll (deutsch: Die Straßen müssen rollen), Beste Erzählung (Retro Hugo)
- 2018: Beyond This Horizon, Bester Roman (Retro Hugo)
- 2018: Waldo, (deutsch:  Waldo), Bester Kurzroman (Retro Hugo)

### Locus Award
Insgesamt erhielt Heinlein elf Nominierungen für den Locus Award.
- 1985: Job: A Comedy of Justice (deutsch: Das neue Buch Hiob), Bester Fantasy-Roman
- 1990: Grumbles from the Grave (deutsch: Grummeln aus dem Grabe), Bestes Sachbuch

### Prometheus Hall of Fame
- 1983: The Moon Is a Harsh Mistress. 1966, (deutsch: Der Mond ist eine herbe Geliebte bzw. Revolte auf Luna)
- 1987: Stranger in a Strange Land. 1961 (deutsch: Fremder in einer fremden Welt)
- 1996: Red Planet. 1949 (deutsch: Der rote Planet)
- 1997: Methuselah’s Children. 1958 (deutsch: Die Ausgestoßenen der Erde bzw. Methusalems Kinder)
- 1998: Time Enough for Love. 1973 (deutsch: Die Leben des Lazarus Long)
- 2003: Requiem. 1940 (deutsch: Requiem)
- 2017: Coventry. 1940 (deutsch: Coventry)
- 2022: Citizen of the Galaxy. (deutsch: Bewohner der Milchstraße)

### Namensgeber
- 1998: postum in die Science Fiction Hall of Fame aufgenommen[7]
- 2006: Namensgeber für den Asteroiden (6312) Robheinlein[8]

## Trivia
Das Zitat „A Pedestrian could be defined as a man who had found a place to park his car.“ („Ein Fußgänger könnte als ein Mensch definiert werden, der einen Parkplatz für seinen Wagen gefunden hat …“), welches unter anderem Joachim Fuchsberger zugeschrieben wird, stammt aus der Heinlein-Kurzgeschichte The Roads Must Roll aus dem Jahr 1940 (Astounding Science Fiction).
In dem Film Explorers – Ein phantastisches Abenteuer (1985) hält der naturwissenschaftlich begabte Schüler Wolfgang Müller (River Phoenix) eine Maus mit dem Namen Heinlein als Haustier. Die Maus kann in ihrem Käfig verschiedene Schalter, die mit einem Stimmsynthesizer verbunden sind, betätigen und so ihren Namen sagen.

## Heinlein Society
Die Heinlein-Gesellschaft (Heinlein Society) wurde 1997 von Virginia Heinlein im Namen ihres Mannes gegründet, um das Andenken des „pay forward“ (frei übersetzt: „tue anderen etwas Gutes“) als Vermächtnis an zukünftige Autoren-Generationen von sogenannten „Heinlein-Kindern“ weiterzugeben.
Die Gesellschaft hat dabei folgende Programme im Fokus:
- „Fördern von Heinlein-Blutspende-Kampagnen“[11]
- „Bereitstellung von Ausbildungsmaterialien für Lehrer“
- „Förderung der schulischen Forschung und der allgemeinen Diskussion über das Werk und die Ideen von Robert Anson Heinlein“
- Vergabe von Stipendien

## Robert A. Heinlein Award
Die Heinlein-Gesellschaft hat 2003 auch den Robert A. Heinlein Award ins Leben gerufen. Dieser wird vergeben für „außergewöhnliche Veröffentlichungen im Bereich Science Fiction oder technischer Veröffentlichungen, die die menschliche Erforschung des Alls inspirieren“. Der Preis wird von der Baltimore Science Fiction Society verwaltet und in Form einer Silbermedaille mit dem Bild Heinleins verliehen. Die Medaille wurde vom Künstler Arlin Robbins gestaltet.
Preisträger:
- 2003: Michael F. Flynn und Virginia Heinlein
- 2004: Arthur C. Clarke
- 2005: Jerry Pournelle und Larry Niven
- 2006: Greg Bear und Jack Williamson
- 2007: Elizabeth Moon und Anne McCaffrey
- 2008: Ben Bova und Spider Robinson
- 2009: Joe Haldeman und John Varley
- 2010: nicht vergeben
- 2011: Connie Willis
- 2012: Stanley Schmidt
- 2013: Allen Steele und Yoji Kondo
- 2014: Geoffrey A. Landis
- 2015: Jack McDevitt
- 2016: Kim Stanley Robinson
- 2017: Robert J. Sawyer
- 2018: Neal Stephenson
- 2019: Gregory Benford
- 2020: Vernor Vinge
- 2021: C. J. Cherryh
- 2022: David Gerrold
- 2023: John Scalzi